# 켄트 테일러

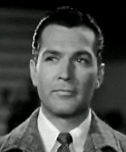

켄트 테일러(Kent Taylor, 1907년 5월 11일 ~ 1987년 4월 11일)는 미국의 배우, 텔레비전 배우, 영화배우이다.
할리우드에서 사망하였다. 사인은 질병이다.

## 영화
- 살인 괴물의 공포 (1972년)
- 헬스 블러디 데블스 (1970년)
- 더 마이티 고가 (1969년)
- 브라이드 오브 블러드 (1968년)
- 조로 (1957년)
- 팬텀 프럼 1만 리그 (1955년)
- 투 걸즈 온 브로드웨이 (1940년)
- 이스케이프 투 파라다이스 (1939년)
- 라모나 (1936년)
- 라임하우스 블루스 (1934년)
- 명절에 나타난 저승사자 (1934년)
- 선셋 패스 (1933년)
- 금발의 비너스 (1932년)